# Кусково (лесопарк)
Лесопарк «Куско́во» — лесопарк, имеющий площадь 269,61 га, находящийся в пределах Мещёрской низменности, является частью района Вешняки Восточного административного округа города Москвы. Является территорией, подведомственной Государственному природоохранному бюджетному учреждению «Мосприрода», которое, в свою очередь, подведомственно Департаменту культуры города Москвы (с 2023г.). С 2024 года входит в состав ГМЗ "Останкино и Кусково".
Лесопарк — популярное место отдыха москвичей, в частности жителей близлежащих районов: Вешняки, Новогиреево, Перово, Рязанский. Парк, в отличие от усадьбы Кусково, открыт для свободного посещения в любое время суток.

## История
Первое упоминание о Кускове датируется началом XVI в., когда боярин Василий Андреевич Шереметев выменял у Александра Андреевича Пушкина вотчину Алифинцево под Бежецком на деревню Кусково с небольшим прудом. В небольшом подмосковном имении вскоре была построена церковь, и, по данным 1577 г., деревня Кусково, находившаяся в Васильцове стане, принадлежала боярину Ивану Васильевичу Шереметеву, позднее деревня Кусково приобрела статус села. «Село окружали 30 десятин пашенной земли, рощи и болотистое мелколесье, особо отмечалась отличная охота».
К 1584 г. село Кусково перешло к сыну И.В. Шереметева Фёдору Ивановичу Шереметеву. Он был одной из самых влиятельных фигур в пору Смуты и правление царя Михаила Фёдоровича Романова (1613–1645). Фёдор Иванович, богатый русский помещик стал продвигаться по службе при Иване Грозном, когда в чине окольничего был воеводой в Ливонии. Отстроив деревянную церковь Происхождения честного Креста Господня, он превращает село Кусково в, своего рода, загородную резиденцию, владея также землями и домами в Китай- городе.
Согласно писцовой книге 1624 г., «село было старинной вотчиной Ф.И. Шереметева, в нём находилась деревянная церковь во имя Происхождения Креста Господня с приделами Николая Чудотворца, Флора и Лавра, а в церкви образы и книги и ризы и на колокольне колоколы строенья боярина Фёдора Ивановича Шереметева; в селе двор боярина да двор животинный, живут деловые люди». Отмечены 4 двора церковного причта, «да в селе пруд, да другой пруд на поле».
В 1633 г. в приходе кусковской церкви значилось 20 дворов. Ф.И. Шереметев по духовному завещанию 1649 г. отказал вотчину своему племяннику воеводе Василию Петровичу Шереметеву.
В 1661 г. новым владельцем имения стал сын Василия Петровича — Пётр Васильевич Шереметев -— киевский воевода и русский посол в Польше.
После смерти в 1691 г. боярина П.В. Шереметева село Кусково досталось его сыну Владимиру, при котором в 1703 г. в селе Кусково значилось 15 дворов.
Владимир Петрович Шереметев продал имение в 1715 г. своему старшему брату Борису Петровичу Шереметеву. Село Кусково генерал-фельдмаршал приобрёл уже на закате своей жизни, видимо желая иметь владение в непосредственной близости от г. Москвы. С хозяйственной точки зрения оно было непривлекательно, так как не приносило дохода. Это была лишь загородная усадьба, в которой перепись 1722 г. отметила всего 5 человек дворни. Незадолго до покупки имения в 1715 г. Б.П. Шереметев вторым браком женился на Анне Петровне Салтыковой. Их сын граф Пётр Борисович после смерти отца, в 1719 г., унаследовал эту подмосковную усадьбу.
П.Б. Шереметев — обладатель огромного состояния приступает к созданию здесь своей загородной резиденции. К солидному приданому жены добавилось и соседнее село Вешняково, включённое в обширную усадьбу графа. Обустройству села Кусково поспособствовало близкое расположение к дворцу, принадлежавшему императрице Елизавете Петровне.
В 1780-е годы вокруг канала были построены колонны-маяки, которые зажигались в темное кремя суток, во время торжественных мероприятий.

##### XIX век
Современный лесопарк создан на территории, являющейся частью дворцово-паркового ансамбля летней усадьбы Кусково рода Шереметевых. Кусковский лесопарк представляет собой треугольник, с двух сторон ограниченный железными дорогами (Горьковского и Казанского направлений).
Последний владелец усадьбы Кусково Сергей Дмитриевич Шереметев, историк и писатель, пользуясь тенденцией и желая сократить расходы, начинает сдавать окрестные земли под дачи. Местность оказалась удобно расположенной — к ней подходила станция Кусково Московско-Нижегородской железной дороги.

В 1880 году были отстроены семь дач, а к 1891-му их в Кускове значилось уже около трехсот. Сохранились планы и описания дачных домов, предназначенных для людей разного достатка, — одно- и двухэтажные с мезонинами, террасами и балконами, отапливающиеся русскими печами. При дачах имелись отдельные строения — кухни, прачечные, сараи, конюшни. Неотъемлемым атрибутом и средоточием дачной жизни служила терраса — здесь пили чай, обедали, принимали гостей.

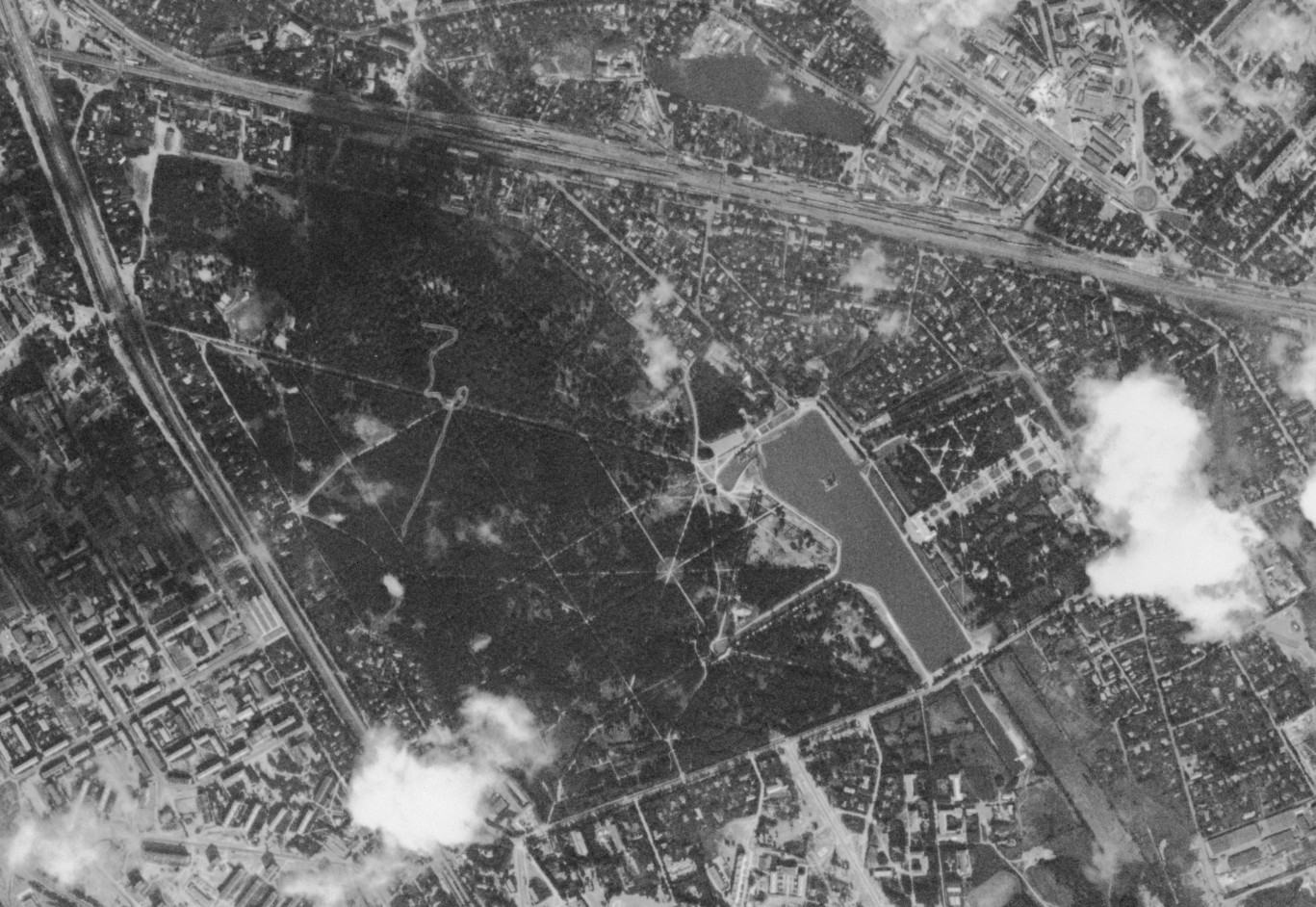
Космический снимок июля 1970 года. Окраины парка заняты дачным посёлком

К 1890 г. в Кускове проживало 227 человек, к 1898 г. это уже поселок на 549 человек, с дачами, аптекой, богадельней графини Анны Сергеевны Шереметевой на 20 коек, организованной в бывшем здании Псарного двора.
На одной из кусковских дач в 1899 г. жил И. И. Левитан, руководивший пейзажной мастерской Московского училища живописи, ваяния и зодчества, выезжавшей на лето в Кусково.

##### XX век
В 1903 году рядом с дачным посёлком, возле железнодорожной станции «Шереметьевская», был возведён по проекту архитектора И. Т. Барютина деревянный храм Сергия Радонежского в Шереметевке. Церковь была построена на участке земли, пожертвованном графом С. Д. Шереметевым, в основном, на средства дачников. Всю внутреннюю отделку принял на себя один из дачевладельцев купец Михаил Иванович Мишин. Общая стоимость постройки храма составила более 40 тысяч рублей.
К 1904 году Кусково постепенно становится излюбленным дачным местом для москвичей, в летнее время на земле графа проживало около 15 тысяч человек. Дачников сюда привлекала прежде всего близость Нижегородской и Рязанской железных дорог. Устройство на средства графа С.Д. Шереметева платформ Чухлинка и Шереметевка позволяло при необходимости возвращаться на дачу в конце рабочего дня.
После революции Кусково было национализировано. Дачи первое время сохранялись, но постепенно переделывались под постоянное жильё. В 1919 г. в Кускове был организован краеведческий музей. В эти годы улицы посёлка и получили свои названия, некоторые из которых до сих пор сохранились на картах Москвы: две номерные Почтовые улицы, Почтовый переулок, Клубная, Депутатский переулок, проезды Малого и Старого Гая, два номерных Дворцовых проезда и др.

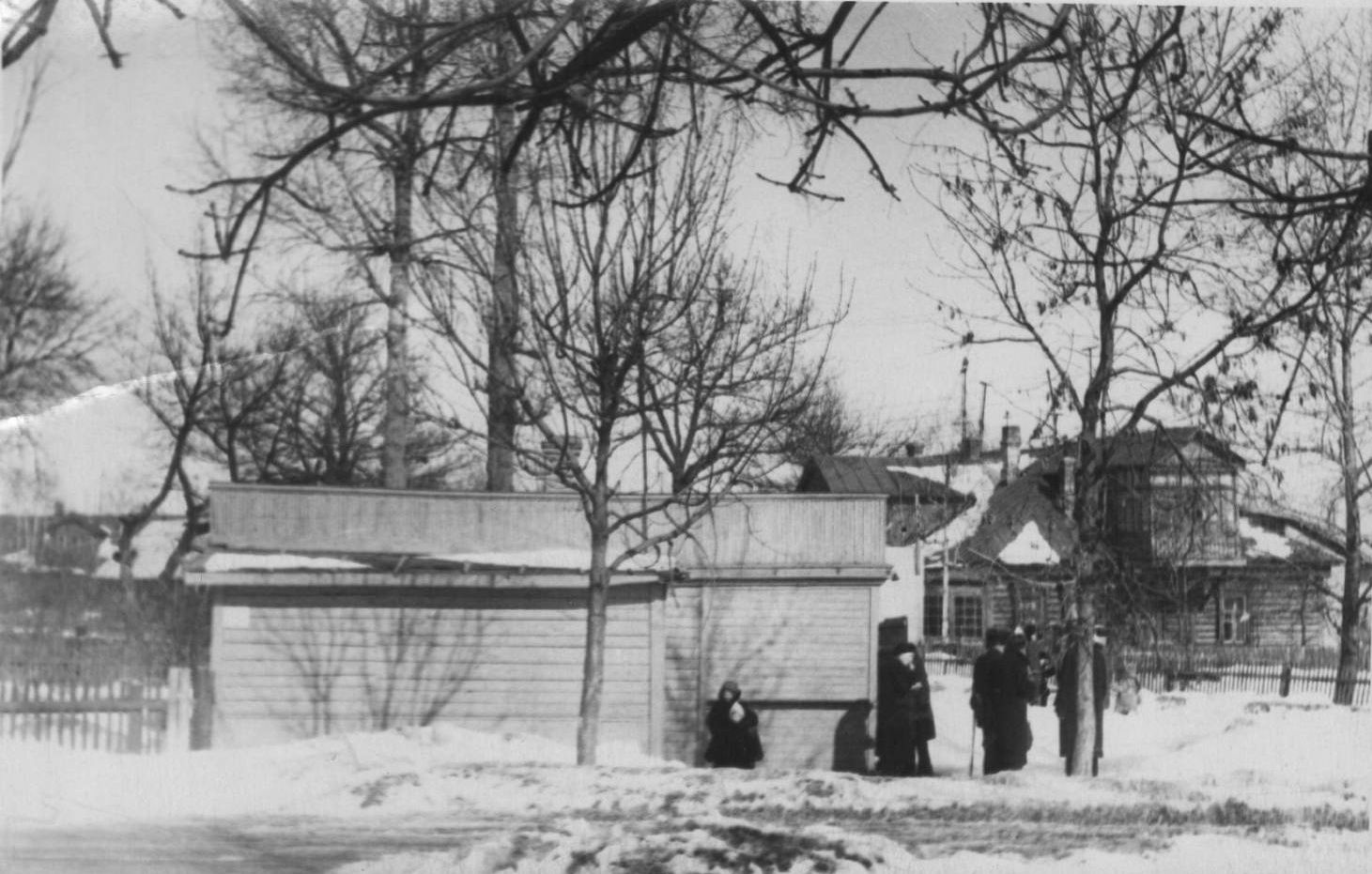
Кусково. Угол Главного проспекта и Клубной улицы, 1966 год

Перепись 1926 г. отметила здесь амбулаторию, школу первой ступени и почтово-телеграфное отделение с телефонным переговорным пунктом. Веяние времени чувствовалось в названиях Октябрьского проспекта и Трудовой улицы, а также в начавшихся работах по благоустройству. К середине 1930-х годов все дома имели электрическое освещение и водопровод. При клубе Карла Либкнехта работала большая библиотека, а в летнем театре регулярно устраивались спектакли и концерты московских артистов.
В начале 1930-х годов Сергиевский храм был частично разобран. А сруб без куполов был перевезён на другую сторону железной дороги и ещё более 30 лет использовался в качестве школы. На кладбище, расположенном возле церкви, ещё в 1930 году совершались захоронения, до войны кладбище было снесено.
В 1934 году был построен стадион «Фрезер», который принадлежал заводу режущих инструментов им. М.И. Калинина «Фрезер». После реконструкции парка в 2022 году здесь имеются большое и два маленьких футбольных поля. Есть раздевалка и административные помещения.
В 1938 году парк «Кусково» включён в состав города Перово, который в 1960 году вошёл в состав Москвы.
В 1956 году на берегу Большого Дворцового пруда был построен деревянный ресторан, перестроенный в 1970-е годы. В конце 1980-х годов сгорел. В настоящее время находится в частном владении, в руинированном состоянии.
На Руинном пруду располагалась лодочная станция, закрытая в 1980-х годах.

До середины 1970-х годов на территории нынешнего лесопарка находились жилые дома. В 1972 году жилые дома в лесопарке стали сноситься, жителям выдавали квартиры в соседних районах. К 1980 году лесопарк обрел постоянный вид, который фактически не менялся до 2022 года.

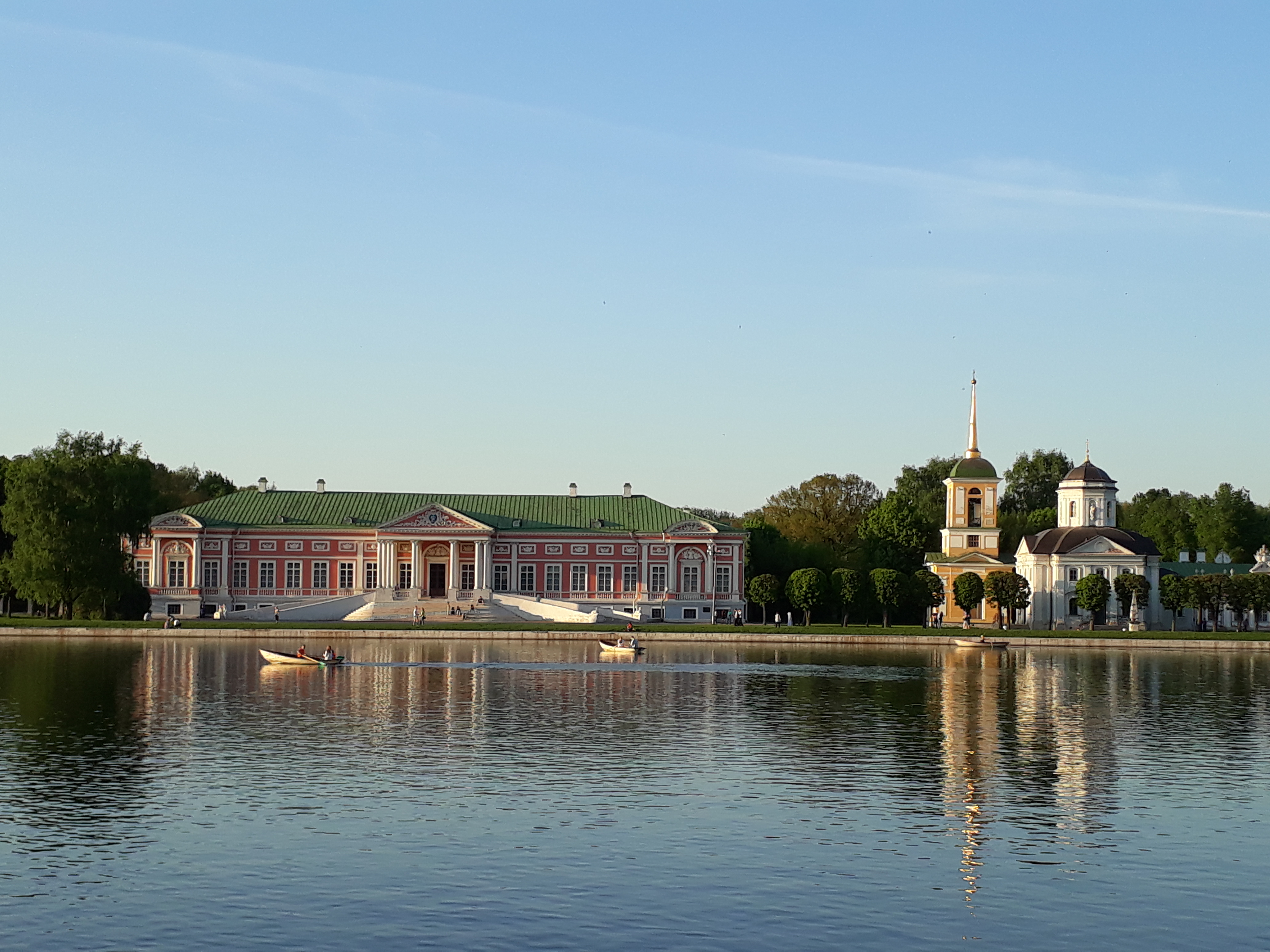
Вид на усадьбу Кусково со стороны лесопарка (берег Большого Пруда)

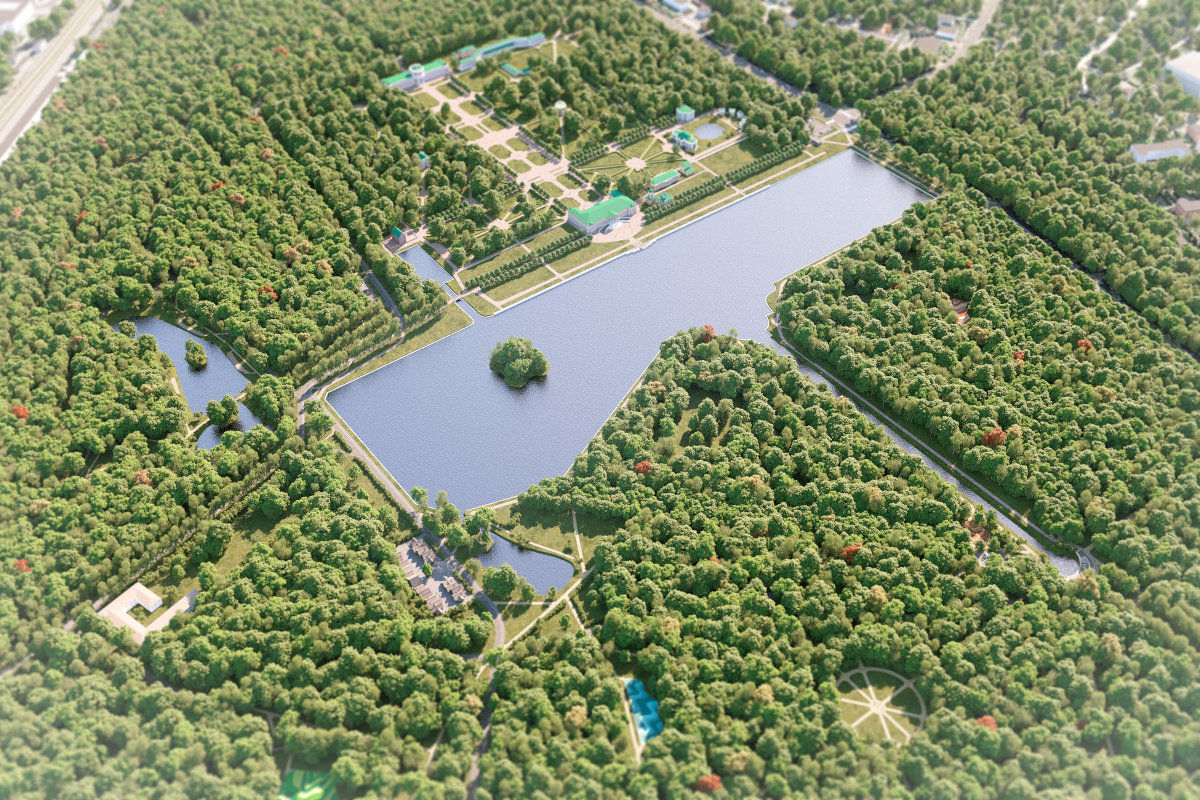
Лесопарк Кусково. Компьютерная визуализация

До настоящего времени в лесопарке сохранились искусственные пруды: Большой Дворцовый с Вешняковским каналом, Руинный, Сухой, Лесной (Собачий), Малый, два Радужных (Большой и Малый) и Локасинский. Последний из них, Локасинский — единственный из пяти прудов каскада в саду "Гай", сохранившийся при возведении Новогиреевского путепровода в начале 1970-х гг., когда остальные четыре пруда (Безымянный, Длинный, Круглый и Озерок) были ликвидированы .

## Создание ООПТ
Постановлением Правительства Москвы от 7 декабря 2004 г. № 854-ПП планировалось создание особо охраняемой природной территории (ООПТ) Природно-исторический парк «Кусково», а также двух памятников природы на его территории:
- Старые дубы в лесопарке «Кусково»[11],
- Лесной ручей в Кусково[12].

Однако постановлением Правительства Москвы от 30 июня 2020 г. № 906-ПП под ООПТ был выделен кластер в центральной, лесной и сырой части лесопарка, площадью всего лишь 41,99 га (одна седьмая от всей запланированной площади). По этому факту биологами было наглядно показано, что данная территория ООПТ бесполезна в плане охраны мест обитания и размножения редких видов фауны и флоры, так как многие виды из Красной книги города Москвы и Приложения 1 («Перечень видов животных растений и грибов, не занесённых в Красную книгу города Москвы, но нуждающихся на территории Москвы в постоянном контроле и наблюдении», т. н. «Надзорный список») предпочитают разнотравные луга и водоёмы с естественными берегами, которые не включены в её границы. При этом количество встреч редких видов внутри новой ООПТ намного меньше, чем вне её. Более того, такое развитие событий при благоустройстве оставшейся территории (269,61 га) приведёт к обезличиванию уникального ландшафта, утрате перспективных для охраны редких животных и растений биотопов и гибели сохранившейся здесь аборигенной биоты. С 2021 г. проект благоустройства был приостановлен до 2022—2023 гг..

### Вырубка деревьев
В августе 2015 года приказом Мосгорнаследия № 134 территория охранной зоны лесопарка «Кусково» была сокращена.
В июне и июле 2016 года начата вырубка деревьев под строительство транспортной магистрали (Северо-Восточной хорды) на территории общей площадью около 12 га. В осенне-зимний период 2019—2020 гг. в лесопарке прошла санитарная рубка (Приложение 1 к).

## Планировка

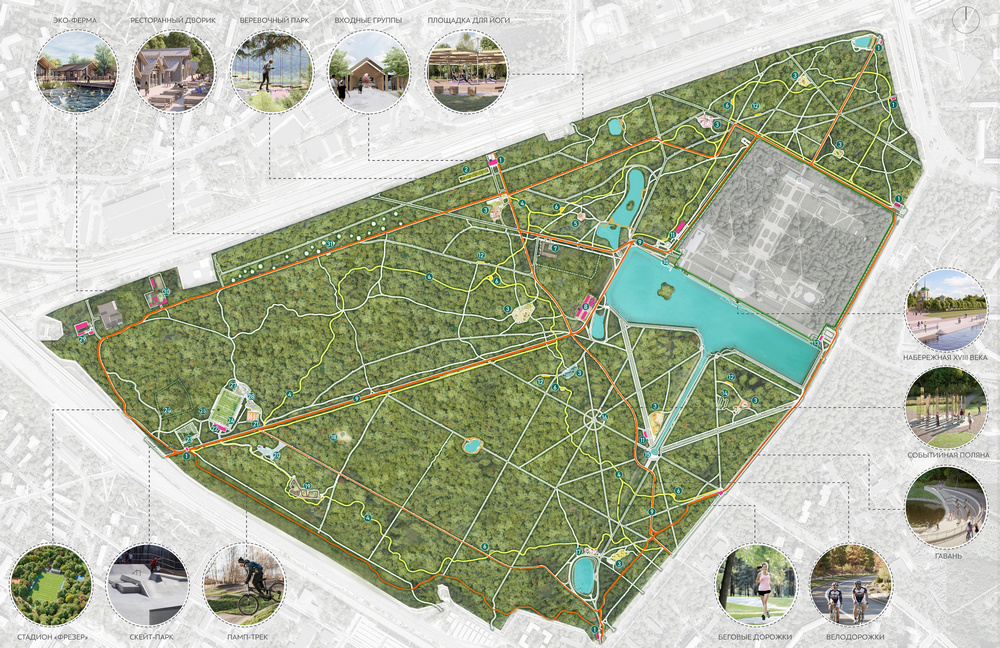
Схема расположения спортивных площадок в лесопарке в 2023 году

В юго-восточной части лесопарка расположена круглая поляна «Звезда», от которой расходятся в разные стороны восемь прогулочных аллей. Большой Дворцовый пруд соединён с платформой «Плющево» длинной и широкой дорогой — Кусковским просеком. В парке имеются указательные знаки с основными объектами.
На территории лесопарка Кусково расположены 9 тематических детских площадок, рассчитанных на детей разных возрастов, спортивные площадки для игр в футбол, мини футбол, баскетбол, теннис, настольный теннис, тренажерная зона на открытом воздухе, площадка для воркаута и скейт-парк, велодорожка, протяженностью 11км. В зимний период по территории проложена лыжная тропа.
Для отдыха посетителей оборудованы мангальные зоны с беседками или крытыми домиками на выбор. С июля 2024 года заработала "Поляна невест" около Экошколы Кусково.
Работы по благоустройству территории были завершены в 2023 года в рамках реабилитации лесопарка. Также в 2024 году планируется открытие туалетных модулей для посетителей, в 2025 году - ресторанного дворика.
С 2024 года сотрудниками музея-заповедника проводятся экскурсии по территории лесопарка.

## Флора и фауна
Основу насаждений лесопарка составляют березняки, довольно значительную площадь занимают старые разреженные дубняки (черешчатый и красные дубы), а также липняки, небольшие участки сосняков; имеются участки лесных культур из ели европейской и лиственницы европейской. Из редких деревьев встречаются ель колючая (голубая), орех маньчжурский, черёмуха маака, ясень пенсильванский.
В состав подлеска входят следующие породы: рябина, черемуха, ива, реже крушина ломкая, бересклет европейский и распространившиеся по всем участкам насаждений от рядовых и групповых посадок — боярышник разных видов, свидина (дерен белый), пузыреплодник калинолистный.
Возле железных дорог можно найти травы, кустарники и даже деревья, не свойственные местной флоре, выросшие из случайно занесённых семян. Одним из таких «пришлых» видов является, например, ковыль перистый (растение степи), замеченный возле Казанской железной дороги.
В живом напочвенном покрове преобладают гравилат городской, сныть, встречаются кочедыжник женский, щитовник, ожика, почти повсеместно распространена крапива двудомная. В лесопарке произрастают редкие для Москвы травянистые растения: дремлик широколистный, ирис желтый, горицвет кукушкин, колокольчики широколистный и раскидистый, незабудка болотная, занесённые в Красную книгу города Москвы.
В живых изгородях используют кизильник обыкновенный, барбарис обыкновенный и Тунберга, снежноягодник белый, сирень обыкновенную, боярышник, спирею рябинолистную, карагану древовидную, которую в народе называют жёлтой «акацией» и смородину альпийскую.
В лесопарке обитают несколько видов млекопитающих животных, в том числе полевая мышь, обыкновенная полевка и другие. Встречается около 60 видов птиц (ястреб-перепелятник, чайка озёрная, кряква, гоголь, ушастая сова, соловей, сорока, несколько видов дятлов и другие).
В 2019—2020 гг. в рамках подготовки нового 3-го издания Красной книги города Москвы была осуществлена ревизия биоты Кусковского лесопарка, дополнившая и подтвердившая список видов, редких в условиях Столицы, среди которых: ёж, лесной нетопырь, уж, лягушки травяная и остромордая, обыкновенный тритон, а также 33 вида насекомых и 6 видов растений. Параллельно был впервые составлен перечень животных, нуждающихся здесь в постоянном контроле и наблюдении («Надзорный список»), куда вошли: белка, 64 вида насекомых, а также 4 вида растений. Фауна птиц в этих работах не затрагивалась. В настоящее время Кусковский лесопарк наиболее изученный в биологическом плане среди всех лесопарков Москвы. Работы по инвентаризации и биомониторингу местной фауны и флоры будут продолжены.

## Транспорт
- Ближайшие станции метро — « Выхино», « Новогиреево», «Окская», «Перово», «Рязанский проспект».
- МЦД-3 - платформы  Плющево,  Перово,  Вешняки,  Выхино (Казанское направление)
- МЦД-4 - платформы  Чухлинка,  Кусково,  Новогиреево (Горьковское направление)
- Вдоль лесопарка располагается улица Юности, по которой проходят маршруты автобусов №133, 197, 208, 409, 620, 697, с613

## Фотогалерея

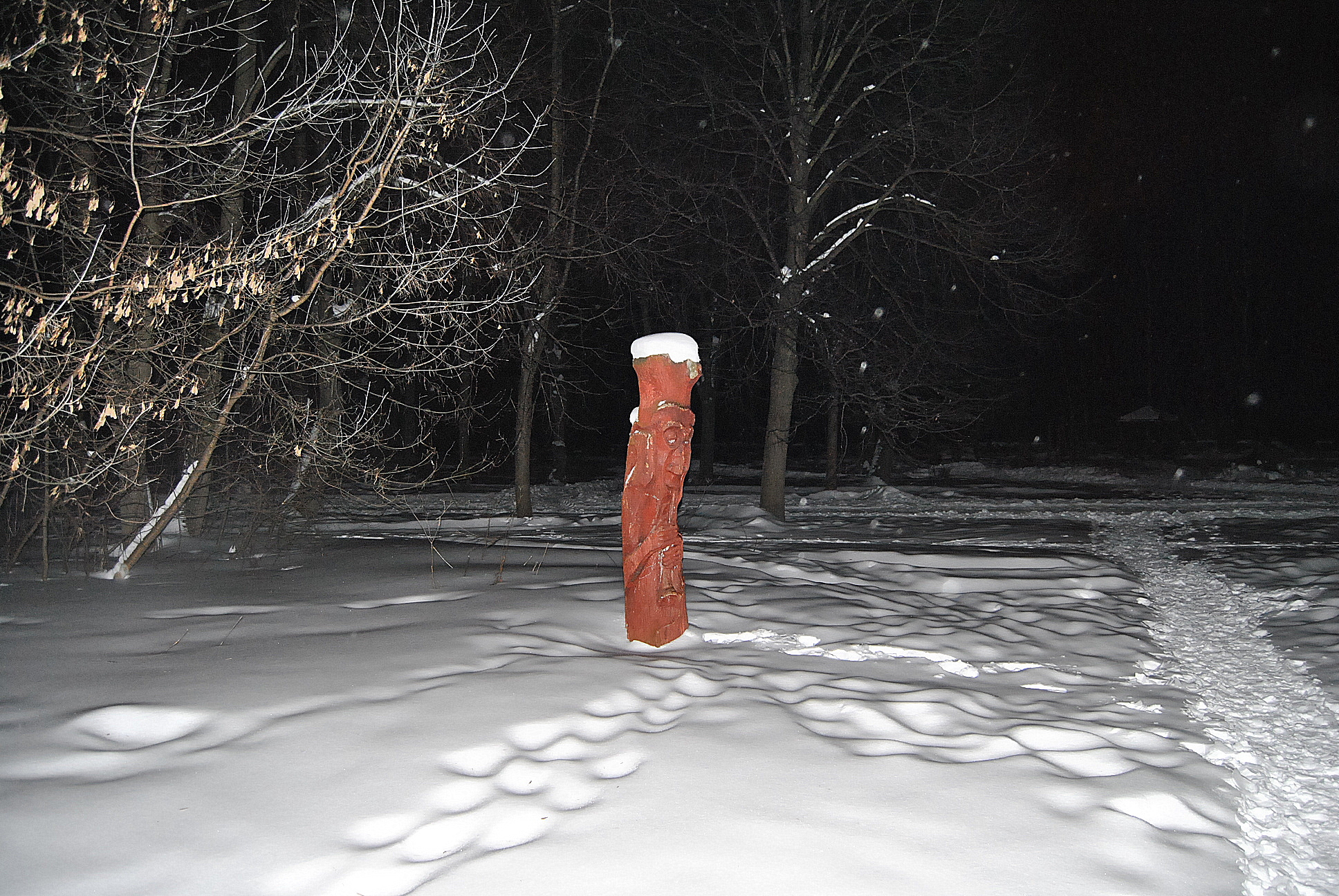
Деревянный гном в Кусково
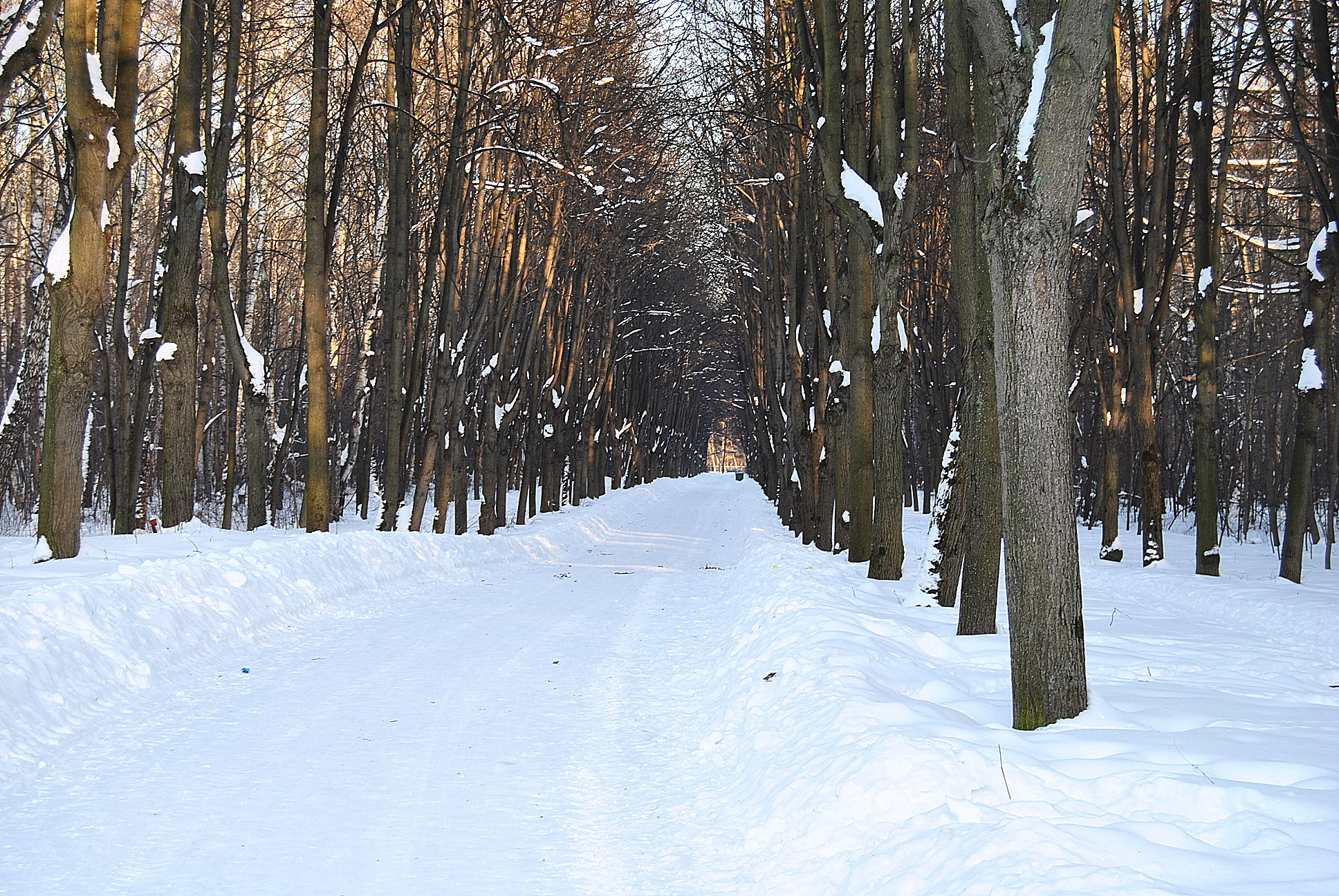
Аллея в парке
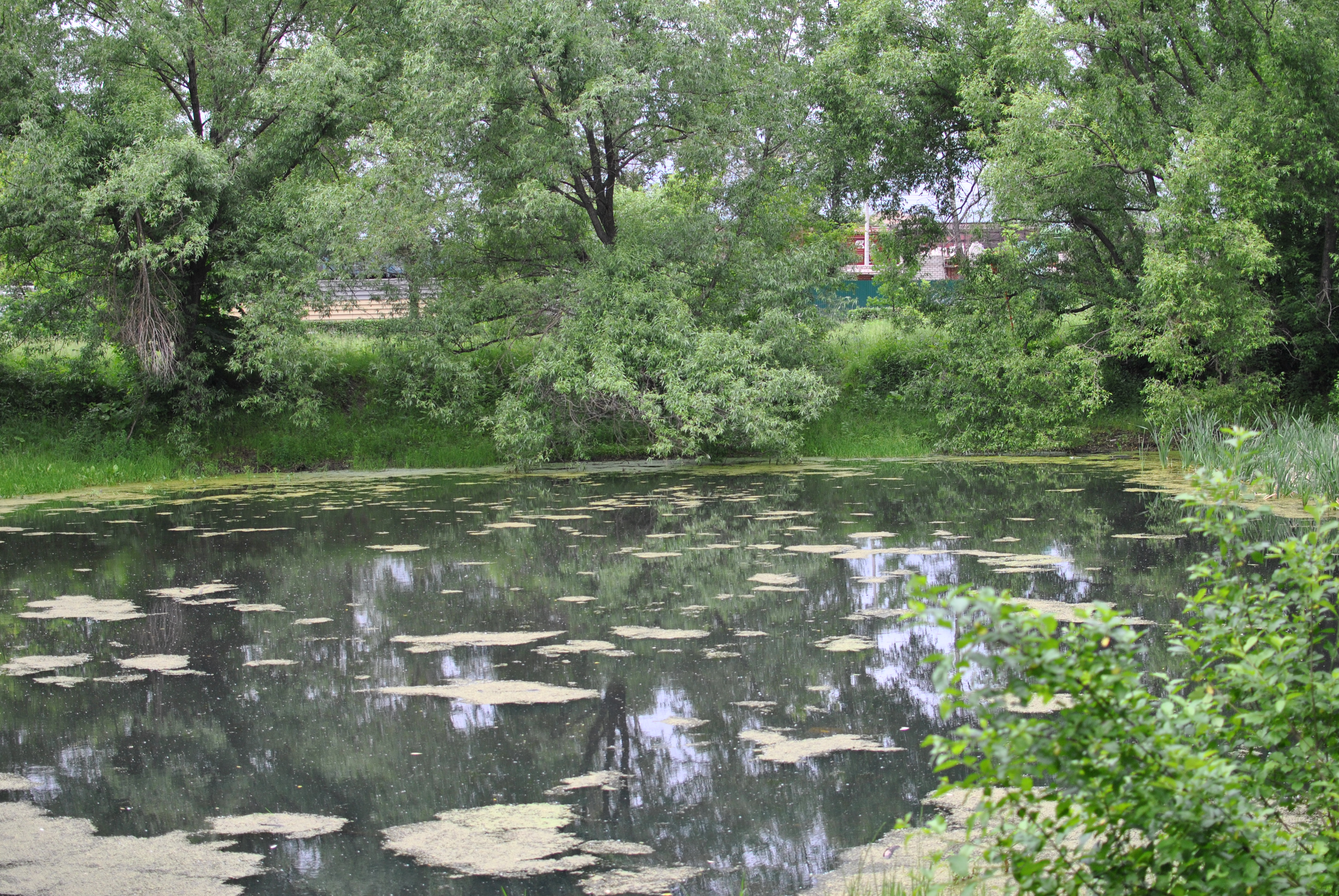
Локасинский пруд
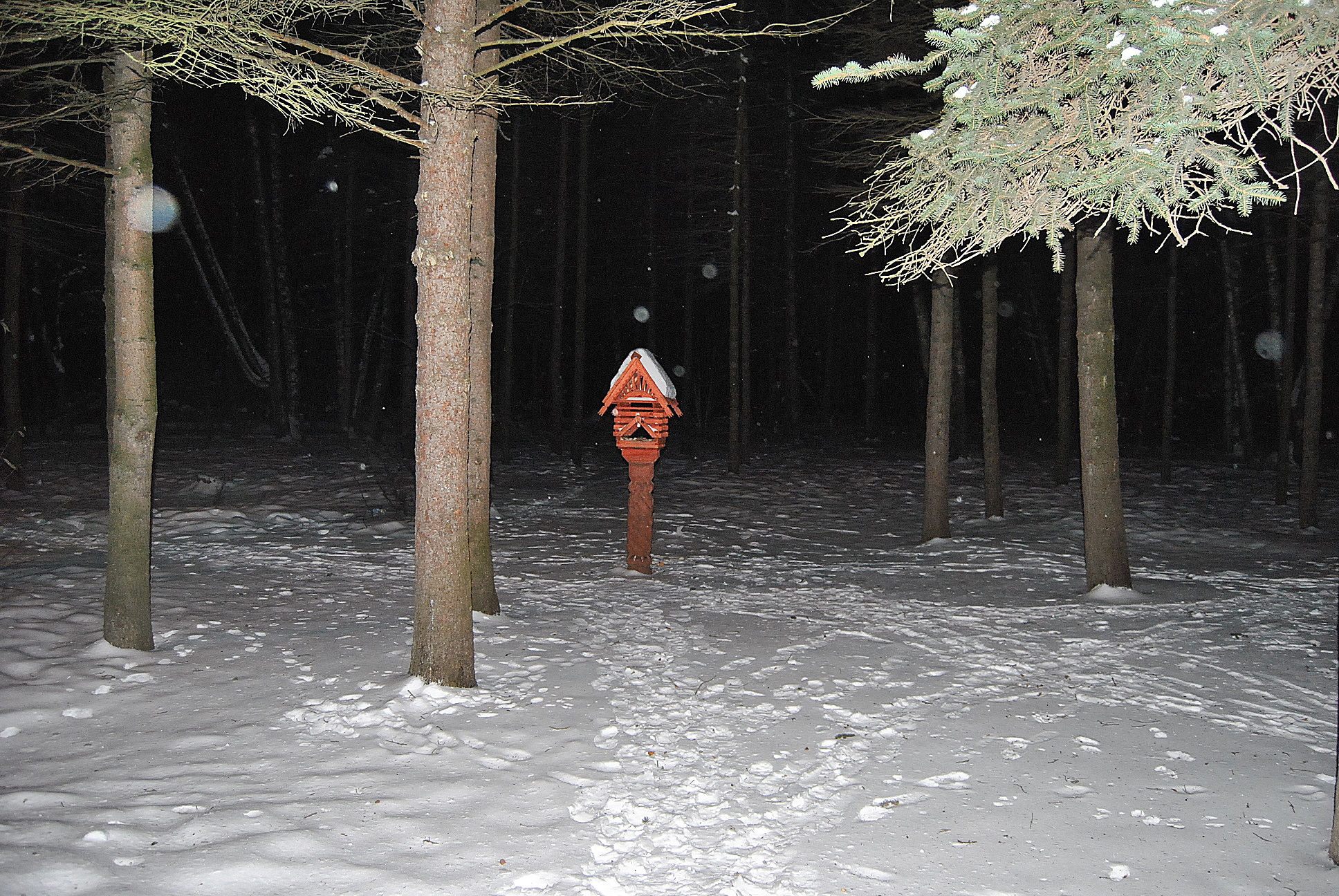
Кормушка
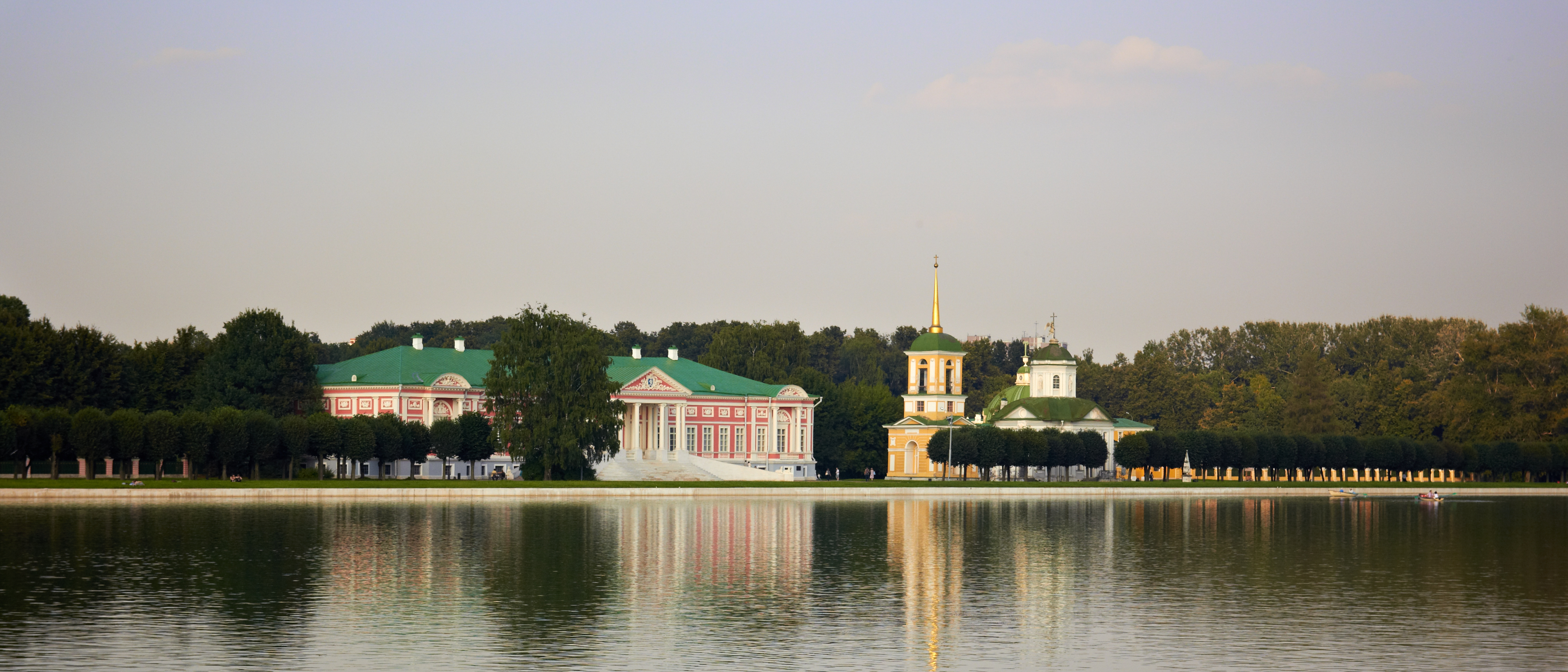
Дворцовый пруд и усадьба